# Geneseo (Illinois)
Geneseo je grad u američkoj saveznoj državi Ilinois. Prema popisu stanovništva iz 2010. u njemu je živjelo 6.586 stanovnika.